# التوظيف والتنمية الاجتماعية في كندا
التوظيف والتنمية الاجتماعية في كندا هي إحدى إدارات الحكومة الكندية المسؤولة عن البرامج الاجتماعية وسوق العمل على مستوى فدرالي.

## التاريخ

### التأسيس
أنشئت إدارة الموارد البشرية وتنمية المهارات الكندية (HRSDC) في كانون الأول 2003 عند تقسيمها إلى ادارتين: HRSDC والتنمية الاجتماعية SDC في كندا. على الرغم من استمرارهما في مشاركة العديد من الخدمات والعمليات، الا ان إدارة الموارد البشرية ركزت على القوى العاملة المتعلقة بجوانب استثمارات HRSDC بينما ركزت SDC على برامج الدعم الاجتماعي للأطفال والعائلات وكبار السن. وقد أُعطي هذا التقسيم أثراً قانونياً رسمياً عندما صدر في تموز/يوليه 2005 قانون إدارة الموارد البشرية وتنمية المهارات وقانون إدارة التنمية الاجتماعية.

### موحد
أعلنت حكومة حزب المحافظين ستيفن هاربر بعد توليها المنصب في شباط 2006 عن توحيد الادارتين ومن خلال سلسلة من أوامر في المجلس التنمية الاجتماعية في كندا كانت مطوية في HRSDC.
انعكس الدور السابق للتنمية الاجتماعية منذ 2006 إلى 2008 من خلال توجيه وزير الموارد البشرية وتنمية المهارات على أنه «وزير الموارد البشرية والتنمية الاجتماعية»، وتغيير عنوان الإدارة المطبق إلى «الموارد البشرية والتنمية الاجتماعية في كندا». انتهت هذه الممارسة في أواخر عام 2008 عندما تم تغيير العنوان إلى «وزير الموارد البشرية وتنمية المهارات.» ويشار إلى هذا المنصب في وقت لاحق باسم «وزير العمل والتنمية الاجتماعية» عندما تم تغيير اسم الإدارة.
في 4 تشرين الثاني 2015، خضعت الوزارة لتغييرات حكومية شهدت نقل مسؤوليات التوظيف إلى وزير العمل مما أدى إلى إعادة عنوان وزير التوظيف والقوى العاملة والعمل. ثم تم تشكيل جوانب التنمية الاجتماعية لتصبح وزيرة للأسرة والأطفال والتنمية الاجتماعية. 100- ويُعهد إلى وزير العمل وتنمية القوى العاملة وإدماج الإعاقة الآن بمهمة معالجة ملف الأشخاص ذوي الإعاقة.

## الوكالات الفرعية والبرامج والأنشطة
تشمل الوكالات الفرعية لـ ESDC:
- خدمة كندا
- مراكز الخدمة الكندية للشباب
- برنامج قروض الطلاب الكندي
- هيئة تأمين العمل الكندية
- خطة التقاعد الكندية
- مجلس كبار السن الوطني
- برنامج العمال الزراعيين الموسميين
- خدمة الوساطة والتوفيق الفدرالية
- شركة كندا للرهن العقاري والإسكان
- مجلس العلاقات الصناعية الكندي

تقدم ESDC 87 مليار دولار للبرامج والخدمات ولديها ما يقارب 24,000 موظف. ويعمل ما يقرب من 000 19 من هؤلاء الموظفين تحت راية كندا للخدمة.

## المسؤولون والهيكلية
- وزيرة التوظيف وتنمية القوى العاملة وإدماج الإعاقة: الأونرابل كارلا كوالترو

- وزير الأسر والأطفال والتنمية الاجتماعية: سعادة احمد حسين

- وزير العمل: الأونرابل فيلومينا تاسي

- وزير الكبار: سعادة ديب شولت

## الخلافات

### 2012/2013 خرق الخصوصية
أعلنت الوزيرة ديان فينلي في 11كانون الثاني 2013، أن القرص الصلب الذي يحتوي على معلومات من 583,000 طالب المقترضين القروض قد فقدت من كندا برنامج القروض الطلابية (CSLP) / HRSDC مكتب في غاتينو، كيبيك. وقد تأثر المقترضون الذين سجلوا قرضاً بين عامي 2000 و2006. تضمنت المعلومات الموجودة على القرص الصلب أسماء كاملة وأرقام التأمين الاجتماعي ومعلومات الاتصال وأرصدة القروض. كما تضمن القرص الصلب معلومات عن 250 موظفًا من موظفي HRSDC. وأدت المخاوف من انتهاكات الخصوصية وسرقة الهوية إلى رفع ثلاث دعاوى جماعية ضد الحكومة الاتحادية نيابة عن الطلاب المتضررين.
ذكر مكتب مفوض حماية الخصوصية في كندا في 18 كانون الثاني 2013، أنه قد بدأ تحقيق رسمي. وكانت النتيجة المعلنة لهذا التحقيق هي توفير المعلومات للمنظمات والأفراد لتحسين حماية الخصوصية.
وقد تم تبليغ الشرطة الملكية الكندية ولكنها تنتظر نتيجة التحقيق الذي يجريه مكتب مفوض الخصوصية الكندي لإجراء تحقيقاتها الخاصة.
وقد أصبح هذا الحادث يعرف باسم «1 في 60»، وهو ما يمثل نسبة الأفراد المتضررين إلى السكان الكنديين ككل.

### برنامج الوظائف الصيفية الكندية
قدمت حكومة جاستن ترودو في عام 2018 معايير إلزامية جديدة لأصحاب العمل المؤهلين ومشاريع برنامج الوظائف الصيفية الكندية، والتي يجب أن تحترم الولاية الأساسية للمنظمة حقوق الإنسان الفردية في كندا، بما في ذلك القيم التي يقوم عليها الميثاق الكندي للحقوق والحريات (الميثاق) وكذلك الحقوق الأخرى"مثل "الحقوق الإنجابية والحق في التحرر من التمييز". وبعد تسعة طعون جارية أمام المحكمة الاتحادية، وهي شكاوى المؤتمر الكندي للأساقفة الكاثوليك، التي كانت في حالة اتحاد مع المجلس الكندي للجمعيات الخيرية المسيحية، أعيدت صياغة هذا الشرط وأصبح نقطة إلزامية للمشاريع المؤهلة والأنشطة الوظيفية، التي يجب ألا تعمل بنشاط على تقويض أو تقييد حصول المرأة على خدمات الصحة الجنسية والإنجابية.